# 2190 Coubertin

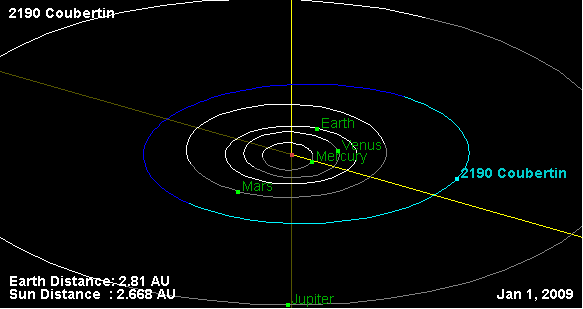
2190 Coubertin

2190 Coubertin eller 1976 GV3 är en asteroid i huvudbältet som upptäcktes den 2 april 1976 av den rysk-sovjetiske astronomen Nikolaj Tjernych vid Krims astrofysiska observatorium på Krim. Den har fått sitt namn efter fransmannen Pierre de Coubertin.
Asteroiden har en diameter på ungefär 14 kilometer.